# 性恶论
性惡論是中國法家思想中，對人性的一種看法。主張人之本性趨向惡，作惡比行善要容易。

## 東方的觀點

### 荀子的观点
荀子性惡的觀點，是中國思想史中，最早出現的性論。其觀點主要出現於其《性惡篇》、《正名篇》。但若要完整地了解荀子的性惡論，就還必須參考《解蔽篇》、《王制篇》等重要篇章。

#### 荀子性惡論的含意
荀子對善惡的定義是以後果界定善惡（治或亂），而非以人的動機界定。 即他的性惡論是後果論，由實際經驗觀察到的結果決定是性惡還是性善。
荀子的性惡論的「性」與「惡」，性是自然的性，不用學習就得到，不可努力就能獲得。偽是能夠學習和致力於就可做到。偽有兩個意思：一是作用方面，即人為；二是結果方面，人為所養成的人格。

性惡篇：「人之性惡，其善者偽也。今人之性，生而有好利焉，順是，故爭奪生而辭讓亡焉；生而有疾惡焉，順是，故殘賊生而忠信亡焉；生而有耳目之欲，有好聲色焉，順是，故淫亂生而禮義文理亡焉。然則從人之性，順人之情，必出於爭奪，合於犯分亂理，而歸於暴，故必將有師法之化，禮義之道，然後出於辭讓，合於文理，而歸於治。用此觀之，然則，人之性惡，明矣。其善者偽也。」

他說的性是人自然的本性或天生本性是取事實義，與即人的動物性，如他認為人的本性生來就關心自己的利益，順著這種人性就只有爭奪而辭讓之德就會滅亡，並非說人的本質（essence）。他的性惡論，是說人只順從自己的自然本性的時候，會引起壞的結果，而「善」是後天學習和努力而得來。可以看出荀子是一名經驗主義者，是由後果論看人性惡的。
他說要從人為的方法去改變惡的結果。孟子性善論的性是取本質義，即人與動物的分別，人內在的道德心，即四善端，人有向善的本性，內在的價值根源。而孟子也應該不反對人有自然之性，因為這明顯在經驗裏觀察到。性惡論的定義是如果人順從自然本性而行，則引起惡果；而善是後天學習和努力而得。內含含義是雖然自然之性不是惡，但它是引起惡果的源頭。從荀子在性惡篇一開始給出的論証是可以看到，雖然荀子未能解釋價值的根源何在，但是這個定義是可成立的，因為我們是可以修正他理論中價值根源問題，如價值根源是外在於人的，如宗教。
荀子在「性惡篇」還用了很多論証証明性惡論。如：
1. 有曲性的木，有待於扶植才能直；
2. 有鈍性的金，有待於打磨才能利。
3. “人的自然之性”也有待於“師法文化”、“禮儀之道”才能“善”。

以後天的「偽」（師法文化、禮儀之道）解釋善可以行出來行並不能解釋“性惡”的人為何以能有“人為之善”，也不能說明師法和禮義為何可以產生。

#### 性善性惡本是同源生，性惡不與性善對立
正如上面所說，荀子最終的目的是希望人能向善，是基於性善論而提出的。故，
- 在目標層面上，性惡論並不與性善論對立，因其最終目的是相同的。
- 在理論層面上，現代大多認為性惡論中的「性惡」是指人取惡更易於取善，並不代表人本來便已不帶善。

#### 性惡論作為人性論的問題？
牟宗三、勞思光等學者認為荀子性惡論有以下的問題：

荀的性惡論最大問題是沒有道德價值根源，到最後向了威權主義發展。

荀子只說「心」能觀理，即可以分辯是非和善惡，但不是生出價值的根源，那麼標準從可而來？依照荀子的性惡論理解，道德最終會成為外在的工具的價值去令社會安定和訴諸權威主義。孟子的性善論，說出人本有善，我們本有內在價值根源（四善端）。

### 孔、孟、荀三者的比較
傅斯年認為：與孟子相比，荀子的主張更接近孔子：孔子認為人生下來大體不遠，但是仍能看得出差等，所以一定要藉由學習，否則即使是良材也無法成器，雖顏回之賢亦不是例外。這種想法與孟子的「萬物皆備於我，反身而誠樂莫大焉」的想法不同。
荀子被後人說是孔孟之後的大儒，是因為他最終都希望人能向善，並以聖人為最高人格，各人都應以聖人為目標。但最終荀子只停留在經驗主義觀察人性，未能開出價值之源，這可說是荀子性惡論的最大問題。傅斯年認為這可能是因為荀子針對的對象是孟子，因而在修辭上出現這種缺點。但胡適認為荀子說「性惡」，其實是說性可善可惡。

### 東方宗教的觀點

#### 佛教
佛教認為人性無所謂善惡，皆是前世業報和習氣和合的產物，如同蠟燭點燃另一根蠟燭，是具有相續性的。大乘佛教提出佛性論，即人人皆有可以成佛的種子，這是眾生至善之根本，但一闡提除外。宋朝天台宗智顗大師提出“佛不斷性惡，一闡提不斷性善”論，即說善惡無定法，一闡提尚可成佛，佛陀也只是不受性惡的左右，而非徹底斷絕性惡。

## 西方的觀點
西方社會的個人主義與自由主義，並不以人性之善為基礎，而是以猶太教、基督教「性惡」作為思想基礎，以承認個人「最初的基本過失」（原罪）出發，認為人類的最基本天性是「自存」，若任由其發展，會做出無限損人利己的事，因此在組織民主自由的政體時，首先就是限制個人自存企望的過度發展，而不鼓勵各人自行其是。這種論點可以威权主义者霍布斯為代表。此外，马基雅维利、叔本华、黑格尔都被认为是性恶论者。

### 叔本华的观点
叔本华说：“在新生的婴儿身上已带着原罪，不过要在他成长时才显出来。……亚当不幸，我们所有的人也在亚当中不幸。——实际上原罪（意志的肯定）和解脱（意志的否定）之说就是构成基督教的内核的巨大真理，而其他的一切大半只是这内核的外皮和外壳或附件。”他认为，人从一出生开始，意志先于理智，占了绝对位置，生存的意志乃是无目的、不可测量的，生命也因此是无意义的，也因为它性本恶，在追逐快乐之后随之而来的都是痛苦。